# No baby no cry
『No baby no cry』（ノー・ベイビー・ノー・クライ）は、田村直美の20枚目のシングル。

## 作品概要
アルバム「Treasure for each of us」の先行シングルである。
カップリング「Angel Breath」にて、再度、石川寛門と共同作曲を行った。

## 収録曲
1. No baby no cry
作詞：田村直美　作曲：田村直美・林部直樹・tatsuaki@moritoki.com　編曲：tatsuaki@moritoki.com
2. Dream on dreamer
作詞：田村直美　作曲：田村直美・林部直樹・tatsuaki@moritoki.com　編曲：tatsuaki@moritoki.com
3. Angel Breath
作詞：田村直美　作曲：田村直美・石川寛門　編曲：高橋諭一
4. No baby no cry (inst.)

## 収録アルバム
- Treasure for each of us（#1、2のみ、2000年11月1日）